# Pierre Laporte
Pierre Laporte (* 25. Februar 1921 in Montreal; † 17. Oktober 1970) war ein kanadischer Politiker. Er war Vizepremierminister und Arbeitsminister der Provinz Québec. Im Oktober 1970 wurde er während der Oktoberkrise von Terroristen der Front de libération du Québec (FLQ) entführt und ermordet.

## Biografie
Laporte studierte Recht an der Université de Montréal und erhielt 1945 die Zulassung als Rechtsanwalt. Er strebte jedoch eine journalistische Karriere an und arbeitete bis 1961 für die Zeitung Le Devoir. Laporte war Parlamentskorrespondent und ein erklärter Gegner der traditionalistisch-klerikalen Politik der Union nationale von Maurice Duplessis. 1956 kandidierte er als Unabhängiger für einen Sitz in der Nationalversammlung von Québec, wurde aber nicht gewählt.
Der neue liberale Premierminister Québecs, Jean Lesage, überredete Laporte, erneut in die Politik einzusteigen. Als Kandidat der Parti libéral du Québec wurde er am 14. Dezember 1961 gewählt. Von Dezember 1962 bis Juni 1966 war er in Lesages Kabinett Minister für Gemeinden, ab September 1964 zusätzlich Kulturminister. 1969 kandidierte er als Parteivorsitzender, unterlag aber Robert Bourassa. Nach vier Jahren in der Opposition gewannen die Liberalen die Wahlen im April 1970. Bourassa ernannte Laporte zu seinem Stellvertreter und als Arbeitsminister.
Am 10. Oktober 1970 wurde Laporte von Mitgliedern der Chénier-Zelle der FLQ aus seinem Haus in Saint-Lambert entführt, fünf Tage nach der Entführung des britischen Diplomaten James Richard Cross. Die Terroristen hielten ihn als Geisel fest und bezeichneten ihn in ihren Mitteilungen als „Minister für Arbeitslosigkeit und Assimilation“. Die Bundesregierung rief am 16. Oktober den Ausnahmezustand aus. Ein anonymer Anrufer teilte einer Radiostation mit, Laporte sei umgebracht worden. Die Polizei fand ihn am selben Tag erdrosselt im Kofferraum eines Autos, das in der Nähe des Flughafens Saint-Hubert abgestellt worden war. Seine Entführer wurden später verhaftet und zu langen Gefängnisstrafen verurteilt, kamen jedoch nach lediglich sieben bis elf Jahren Haft wieder frei.
Drei Tage nach seiner Ermordung wurde Laporte auf dem Friedhof Notre-Dame-des-Neiges in Montréal beigesetzt. Nach ihm benannt ist unter anderem die Pont Pierre-Laporte, eine Hängebrücke in der Stadt Québec.